# Шкорпик, Иосип
Иосип Шкорпик (серб. Јосип Шкорпик, хорв. и чеш. Josip Škorpik; 26 февраля 1892, Тржешт — 31 мая 1973, Сплит) — югославский военный деятель чешского происхождения, участник Народно-освободительной войны Югославии.

## Биография
Окончил Пехотную кадетскую школу в Австро-Венгрии в 1913 году. После Первой мировой войны переселился в Югославию, поступив на службу в югославскую армию. С декабря 1942 года сражался в составе партизанских войск, занимал должность начальника штаба 4-й оперативной зоны в Хорватии и 9-й далматинской дивизии, позднее в Верховном штабе НОАЮ, Главном штабе НОАЮ в Хорватии (был руководителем офицерской школы также) и 8-м далматинском армейском корпусе. После войны занимал разные должности в Генеральном штабе НОАЮ. Награждён орденами «За заслуги перед народом» и «Братства и единства» с золотыми венками, а также рядом других наград. Его сын Велимир был первым командиром военно-морских сил НОАЮ.